# Antonella Russo
Antonella Russo (Solofra, 12 giugno 1984 – Solofra, 20 febbraio 2007) è stata una studentessa italiana, uccisa per aver difeso la madre dal compagno violento e per questo decorata con la medaglia d'oro al valor civile alla memoria.

## Biografia
Nacque a Solofra (Avellino) il 12 giugno 1984, seconda figlia di Francesco e Lucia De Stefano. All'età di 14 anni perse il padre, a cui era molto legata, per un infarto e si attaccò ancor di più alla figura materna. Questo le diede la forza per affrontare al meglio soprattutto gli studi. Si diploma con ottimi voti in un istituto a indirizzo turistico e si iscrive all'Università degli Studi di Salerno presso la facoltà di Lingue e Letterature straniere indirizzo turismo culturale, ottenendo passo passo ottimi voti durante le varie sessioni d'esame. La sua tesi preparatoria fu incentrata sul turismo culturale in Francia. Inoltre in tale periodo ha anche piccole esperienze di lavoro.

## Eventi antecedenti all'omicidio
Quando la madre, dopo diversi anni di vedovanza, conobbe Antonio Carbonara, di Nusco, anch'egli vedovo e padre di tre figli, intraprese una relazione con lui. Carbonara si rivelò ben presto ossessivamente geloso e violento. Antonella cercò a più riprese di difendere la madre e, dopo un'ennesima aggressione, denunciò l'uomo. Convinse la madre a lasciare il compagno, arrivando ad accompagnarla al lavoro per scongiurare il pericolo di aggressioni da parte di Carbonara che, effettivamente, cominciò a pedinare la sua ex compagna.

## Omicidio
La mattina del 20 febbraio 2007, dopo che Antonella Russo aveva accompagnato la madre sul posto di lavoro, una conceria poco distante da casa, Antonio seguì l'auto di Antonella e a contrada Sant'Agata scese dalla macchina e avvicinandosi a quella di Antonella le sparò contro 6 colpi di pistola, di cui quattro fatali; due di questi la raggiunsero al volto.

## Indagini
Dopo l'omicidio, gli inquirenti, indirizzati dalla madre sul possibile coinvolgimento di Antonio, avviarono le indagini a suo carico perquisendo la sua casa e domandando ai suoi figli. Di conseguenza egli si allontanò per far perdere le proprie tracce, ma incalzato dagli inquirenti attraverso diverse telefonate, si consegnò poi spontaneamente a loro. Venne condannato a 30 anni di reclusione, confermati poi in appello e in Cassazione.

## Eventi successivi
Ai suoi funerali partecipò quasi tutto il paese.
Ad Antonella è stata dedicata una via di Solofra e un'aula della facoltà di Lingue e letterature straniere dell'Università di Salerno, in particolare di un laboratorio di informatica. Il 2 giugno 2007, la sua cantante preferita, Laura Pausini le dedica il concerto di San Siro.
Nella puntata del 3 maggio 2013, la trasmissione Amore criminale in onda su Rai 3, torna a parlare di questo caso, dedicando la puntata, sotto forma di docu-fiction, alla storia di Antonella.
Il 30 novembre 2015 le è stata conferita la laurea in memoriam in Lingue e letterature straniere, dall'Università degli studi di Salerno.
Il 14 settembre 2016 è stata inaugurata a suo nome una Casa Rifugio per donne vittime di violenza.
Il 25 novembre 2022, il Comune di Salerno intitola una piazza ad Antonella Russo.